# منتزه ضفة النهر الحكومي
منتزه ضفة النهر الحكومي، هو منتزه حكومي   تبلغ مساحته 28 اكر (11 ها) تم بناؤه فوق محطة معالجة مياه الصرف الصحي على نهر هدسون، في منطقة مانهاتن بمدينة نيويورك. تم افتتاحه عام 1993. في 5 سبتمبر 2017، أعيدت تسميته ليصبح منتزه ضفة النهر داني فاريل الحكومي، تيمنا باسم عضو في مجلس ولاية نيويورك  والذي خدم لفترة طويلة في المنطقة المحيطة.

## مرافق المنتزه

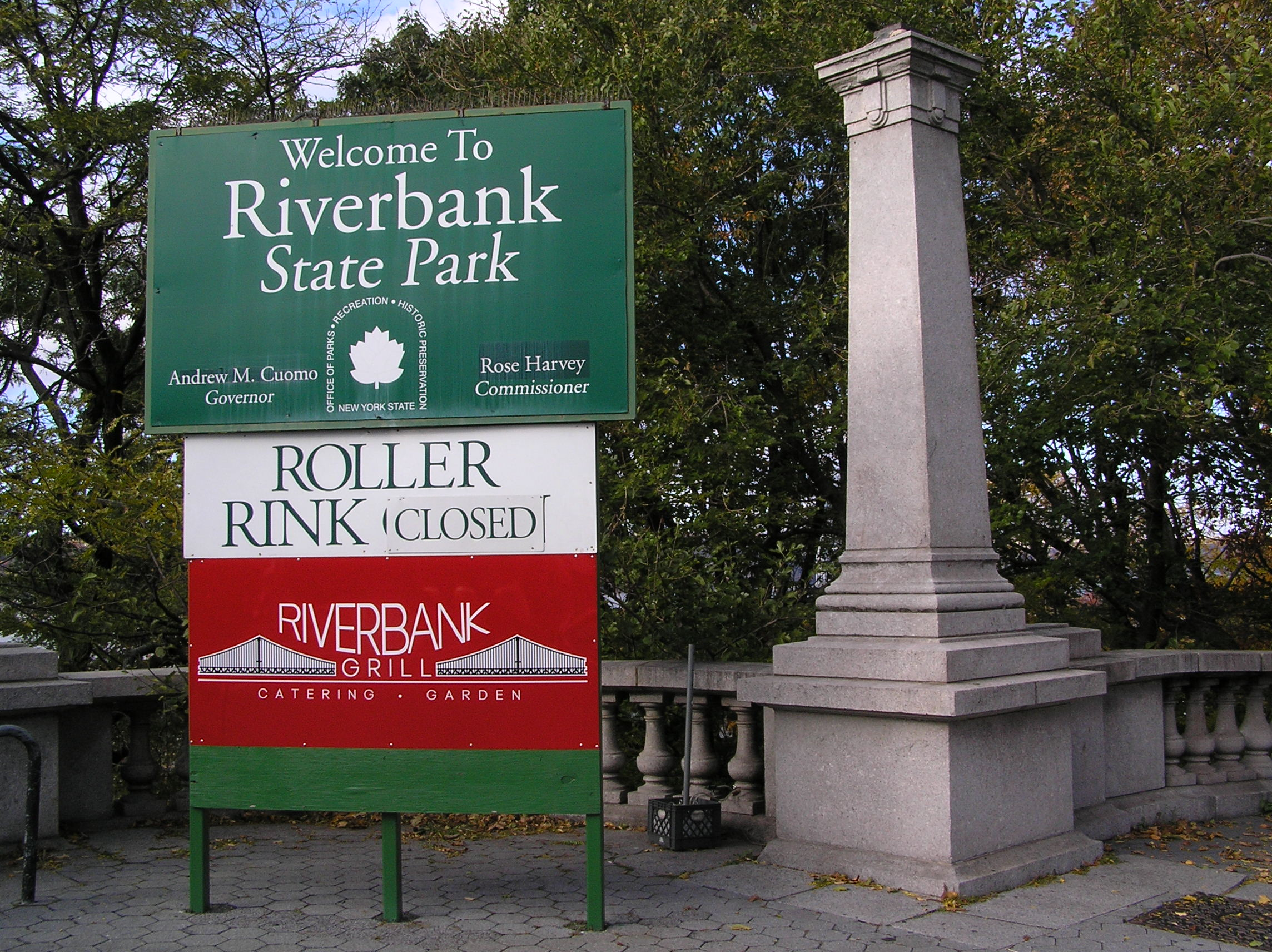
علامة ترحيب في منتزه ضفة النهر الحكومي

تم تصميم منتزه ضفة النهرالحكومي بواسطة داتنر للهندسة المعمارية وابل بينسون باتز لعمارة تنسيق المواقع وافتتح في عام 1993. كانت الفكرة الأصلية لإنشاء منتزه فوق محطة الصرف الصحي هي فكرة فيليب جونسون. يقع المنتزه على طريق هنري هدسون باركواي من شارع 137 إلى شارع 145 في مانهاتن العليا، على بعد 69 قدم (21 م) فوق نهر هدسون.
تم بناء المنتزه فوق محطة معالجة مياه الصرف الصحي في نورث ريفر، والتي تعالج 125 مليون غالون أمريكي (470,000 م3) من مياه الصرف الصحي كل يوم أثناء الطقس الجاف، وهي مصممة للتعامل مع ما يصل إلى 340 مليون غالون أمريكي (1,300,000 م3) اليوم خلال الجو الرطب. من أجل تقليل الروائح المنبعثة من المصنع، تم تركيب مرافق مخصصة للتحكم في الروائح داخل المصنع، بما في ذلك 55 مليون دولار في التحسينات الأخيرة. يقع المصنع على 2300 قيسون مثبتة في حجر الأساس حتى 230 قدم (70 م) تحت النهر. تم الانتهاء من بناء الأساس في عام 1978، وتم تشييد محطة معالجة مياه الصرف الصحي على مرحلتين بين عامي 1986 و1991.

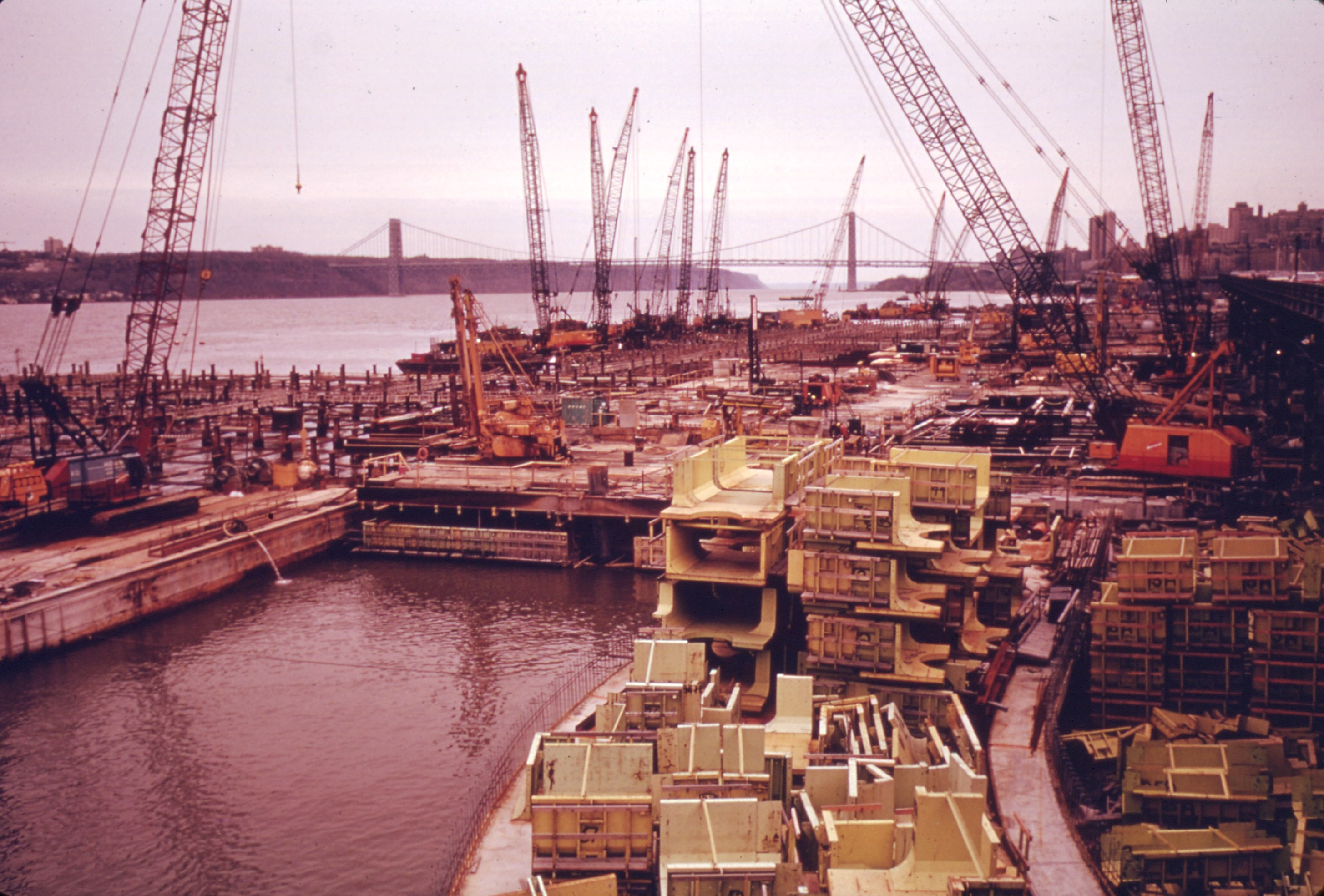
تحت الانشاء ، 1973

المنتزه واحد من ثلاث منتزهات حكومية فقط داخل مانهاتن (المنتزهات الأخرى هي منتزه نهر هدسون  ومنتزه فرانكلين روزفيلت للحريات الاربع)، وقد أصبح واحدا من أكثر منتزهات الولاية استخدامًا في نيويورك. 28 أكر (11 ها) يحتوي الموقع على أسطح رياضية تركيبية بالإضافة إلى عدة أفدنة من " الأسطح الخضراء "، بأعماق متفاوتة من التربة التي تدعم المزروعات والأشجار حتى 35 قدم (11 م) عالية. وهو أكبر سقف أخضر في مدينة نيويورك.
يشتمل المنتزه على بركة سباحة أولمبي (موطن فريق سباحة ضفة النهر ريدتيلز)،   وحلبة تزلج مغطاة للتزلج على الجليد في الصيف والتزلج على الجليد في الشتاء، ومسرح ثقافي بسعة 800 مقعد، و 2500- مجمع رياضي يضم غرفة لياقة ومطعمًا يتسع لـ 150 مقعدًا. ركوب الدراجات ممنوع منعا باتا في المنتزه ولكن نهر هدسون جرينواي يمر عند مستوى الماء. من الأعمال المشهورة دوامة الخيل للأطفال الذي أنشأته ماريا ريديلباخ وميلو موتولا.

## روابط خارجية
- New York State Parks: Riverbank State Park
- North River Treatment Plant page